# Meyer Vaisman
Meyer Vaisman, né le 23 mai 1960 à Caracas, est un artiste multimédia vénézuélien.

## Biographie
Meyer Vaisman naît le 23 mai 1960 à Caracas. En 1968 sa famille s'installe à Miami en Floride. Il étudie l'ingénierie au Miami Dade College, en 1978. Il étudie ensuite le design de la communication et les beaux-arts à la Parsons School of Design de New York, où il obtient son diplôme en 1983. Meyer Vaisman est influencé par le pop, le minimalisme et l'art conceptuel.

## Expositions

### Collectives
- 1984, Artists Space, New York[2]
- 1987, Gal. Municipale, Saint Priest, France[2]
- 2010, The Incomplete, Jean-Luc et Takako Richard, Paris[2]

### Personnelles
- 1986, White Columns, New York[2]
- 1990, Waddington, Londres[2]
- 1994, Daniel Templon, Paris[2]
- 1995, Biennale de Venise[2]
- 2001, Gavin Brown's New York[2]